# 토퍼 그레이스
크리스토퍼 존 그레이스(영어: Christopher John Grace, 1978년 7월 12일 ~ )은 미국의 배우이다.

## 참여 작품
- 내 생애 최고의 데이트
- 스파이더맨 3
- 인 굿 컴퍼니
- 발렌타인 데이 - 제이슨 역
- 인터스텔라 - 게티 역
- 언더 더 실버레이크 - 바의 남자 역
- 블랙클랜스맨 - 데이비드 듀크 역
- 델리리움
- 기적의 소년 - 제이슨 노블 목사 역